# Kaap Malea
Kaap Malea (Grieks: Ακρωτήριο Μαλέας), informeel "Cavomalias" (Grieks: "Καβομαλιάς") genoemd, is het op een na zuidelijkste punt van het Griekse schiereiland Peloponnesos, gelegen in het uiterste zuidoosten van de nomos Laconië. Het is de natuurlijke scheiding tussen de Egeïsche Zee in het oosten en de Ionische Zee in het westen. De kaap had en heeft een beruchte reputatie onder zeelieden. Er heersen onvoorspelbare, regelmatig slechte, weersomstandigheden en de zee is er vaak ruw. Daarnaast is er een gebrek aan veilige havens in de directe omgeving en kenmerkt de kaap zich door een onherbergzame kustlijn van steil rotsgebergte. Nabij de kaap bevindt zich een klooster van waaruit naar verluidt de monniken waken over de scheepvaart.

## Geschiedenis
In de oudheid was het kanaal tussen het Ionische eiland Kythira en Kaap Malea een belangrijke doorvaartroute voor de scheepvaart. Met de komst van het Kanaal van Korinthe verloor het echter een deel van zijn belang. Schepen hoefden vanaf dat moment de Peloponnesos niet meer te ronden om van de Ionische Zee naar de Egeïsche Zee en vice versa te varen. Desalniettemin is de route rond de kaap heden ten dage nog steeds drukbevaren, vooral door de grote vaart.
Tijdens de Tweede Wereldoorlog hebben de nazi's een begin gemaakt met de bouw van een militaire post op de kaap waarmee ze de controle over de scheepvaartroute konden waarborgen. Toen er in 1944 een einde aan de Duitse bezetting kwam, is de bouw gestaakt.

## Odyssee
Homerus schrijft in zijn Odyssee dat Odysseus en zijn metgezellen, na met spoed uit Troje te zijn vertrokken omdat de Kikonen een aanval hadden uitgevoerd op hun vloot, in een zware storm bij Kaap Malea uit de koers geraakten. Vervolgens zwierven zij negen dagen gedesoriënteerd rond om uiteindelijk op het eiland van de Lotofagen terecht te komen.

## Overige
Het was ook op Kaap Malea dat Cheiron terechtkwam nadat de Lapithen de centauren verdreven hadden. Cheiron werd er door een giftige pijl van Herakles verwond, nadat diens bezoek aan Pholos verstoord was door de overige centauren. Vanwege de ondraaglijke pijn stond Cheiron toen zijn onsterfelijkheid af aan Prometheus (Apollod., II, 5, 4).
- Gemeinsame Normdatei: 7757518-0
- Virtual International Authority File: 235294829